# فیلم مجموعه‌ای

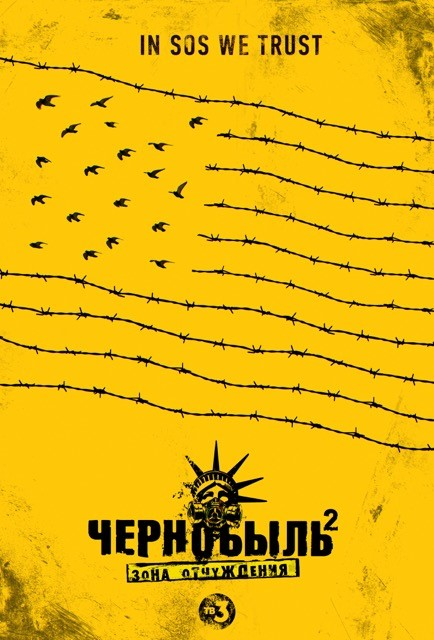
پوستر فصل دوم سریال چرنوبیل

یک فیلم مجموعه‌ای، مجموعه فیلم (یا فقط سریال)، مجموعه سینمایی، یا نمایش فصلی، یک شکل فیلم سینمایی است که در نیمه اول قرن بیستم رایج شد و شامل مجموعه‌ای از موضوعات کوتاه است که به‌طور متوالی در یک سالن به صورت هفتگی پیش می‌رود، تا زمانی که مجموعه کامل شود، نمایش داده می‌شوند. به‌طور کلی، هر مجموعه شامل دسته‌ای از شخصیت‌ها، قهرمان اصلی و ضد قهرمان اصلی، درگیر در یک داستان واحد است که پس از سبک مجموعه داستانی، در فصل‌هایی ویرایش شده‌است و نمی‌توان قسمت‌ها را بدون نظم یا به‌صورت یک مجموعه تک یا تصادفی از موضوعات کوتاه نمایش داد.

## همچنین ببینید
- فهرست فیلم مجموعه‌ای به تفکیک سال
- فهرست فیلم مجموعه‌ای بر اساس استودیو
- مجلات زرد، شکل معاصر، و مشابه، از داستان‌های مجموعه‌ای‌شده.
- مجموعه فیلم جنگ ستارگان و ایندیانا جونز ; خالق جورج لوکاس می‌گوید که هر دو سریال براساس و تحت تأثیر فیلم‌های مجموعه‌ای ساخته شده‌اند.
- فهرست جهان‌های مشترک خیالی در سینما و تلویزیون
- دنیای سینمایی مارول

## مطالعه بیشتر
- Robert K. Klepper, Silent Films, 1877–1996, A Critical Guide to 646 Movies, McFarland & Company, شابک ‎۰−۷۸۶۴−۲۱۶۴−۹
- Lahue, Kalton C. Bound and Gagged: The Story of the Silent Serials. New York: Castle Books 1968.
- Lahue, Kalton C. Continued Next Week: A History of the Moving Picture Serial. Norman. University of Oklahoma Press. 1969